# Nebulosa planetaria

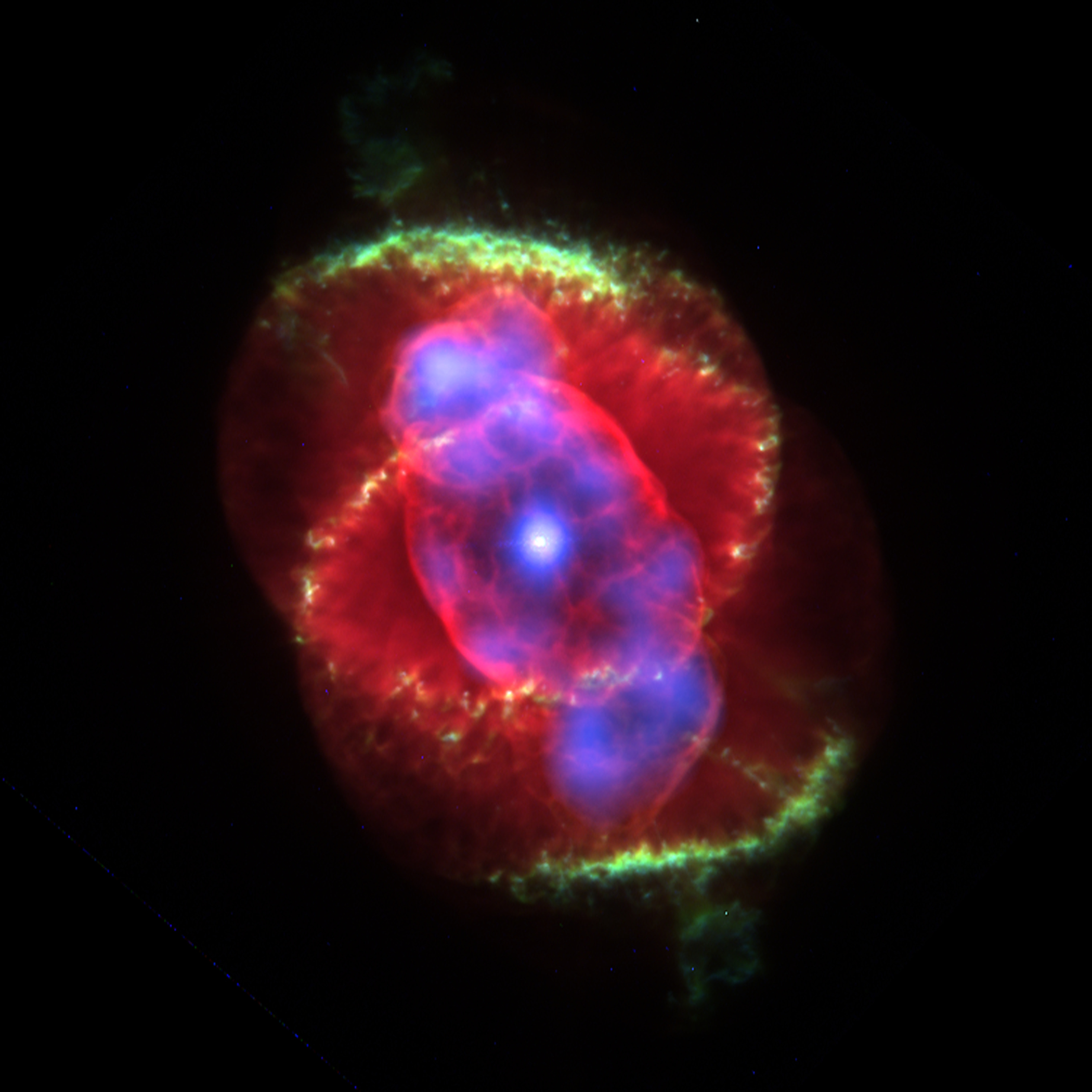
La Nebulosa Occhio di Gatto, immagine composita costituita da immagini nel visibile (Telescopio spaziale Hubble) e nei raggi X (Chandra X-ray Observatory).

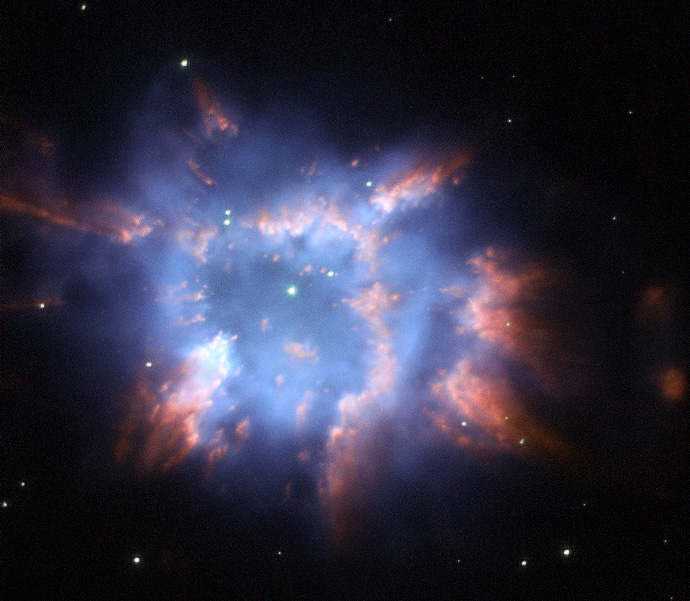
NGC 6326, una nebulosa planetaria con risplendenti ciuffi di gas espanso illuminati da una stella centrale binaria

Una nebulosa planetaria è una nebulosa ad emissione costituita da un involucro incandescente di gas ionizzato in espansione, espulso durante la fase asintotica delle giganti di alcuni tipi di stelle nella fase finale della loro vita. Il termine assegnato a questa classe di oggetti, che non è molto appropriato, ebbe origine negli anni 1781 con l'astronomo William Herschel al quale questi oggetti, dopo averli osservati attraverso il suo telescopio, sembrarono dei sistemi planetari in fase di formazione. Gli astronomi adottarono per questi oggetti il nome dato da Herschel, senza modificarlo successivamente, anche se le nebulose planetarie non hanno nulla a che vedere con i pianeti del sistema solare. Le nebulose planetarie spesso contengono stelle, ma non contengono pianeti visibili. Si tratta di un fenomeno relativamente breve, della durata di poche decine di migliaia di anni, rispetto alla tipica durata stellare di diversi miliardi di anni.
Si ritiene che il meccanismo di formazione di molte nebulose sia il seguente: al termine della vita della stella, durante la fase di gigante rossa, gli strati esterni della stella vengono espulsi tramite pulsazioni e forti venti stellari. Il nucleo caldo e luminoso emette una radiazione ultravioletta che ionizza gli strati esterni espulsi della stella. Questo involucro di gas nebulare altamente energetico re-irradia l'energia ultravioletta assorbita e appare come una nebulosa planetaria.
Le nebulose planetarie svolgono un ruolo cruciale per la evoluzione chimica delle galassie, restituendo materiale al mezzo interstellare che è stato arricchito di elementi pesanti e di altri prodotti della nucleosintesi, come carbonio, azoto, ossigeno e calcio. Nelle galassie più lontane, le nebulose planetarie potrebbero essere gli unici oggetti a fornire utili informazioni sull'abbondanza chimica.
Negli ultimi anni, le immagini del Telescopio Spaziale Hubble hanno rivelato che diverse nebulose planetarie hanno morfologie estremamente complesse e differenziate. Circa un quinto sono più o meno sferiche, ma la maggior parte non sono sfericamente simmetriche. I meccanismi che producono una tale varietà di forme e caratteristiche non sono ancora ben compresi, ma le stelle binarie centrali, i venti stellari e i campi magnetici potrebbero avere un ruolo.

## Storia

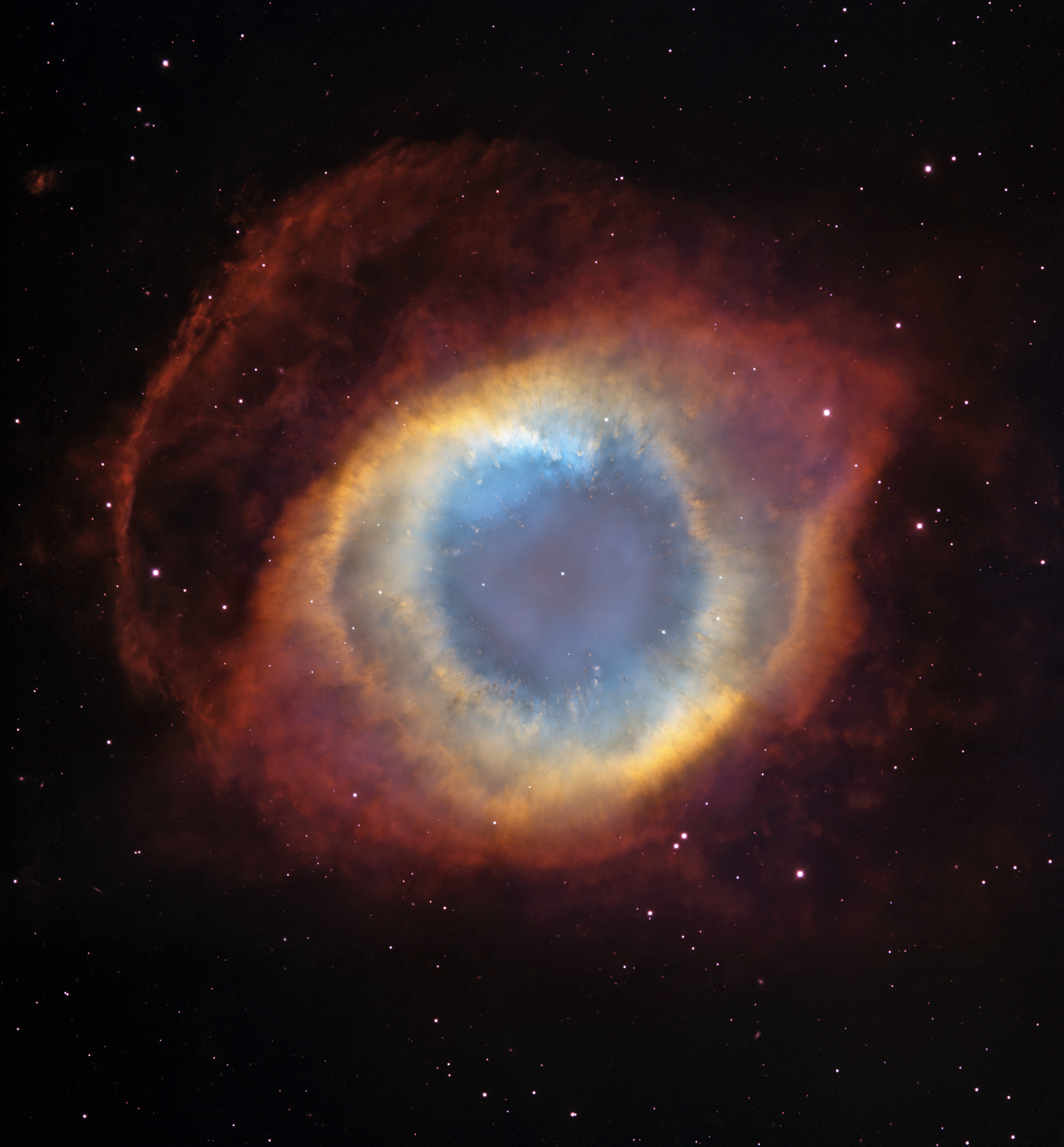
NGC 7293, la Nebulosa Elica
Credit: NASA, ESA, and C.R. O'Dell (Vanderbilt University)

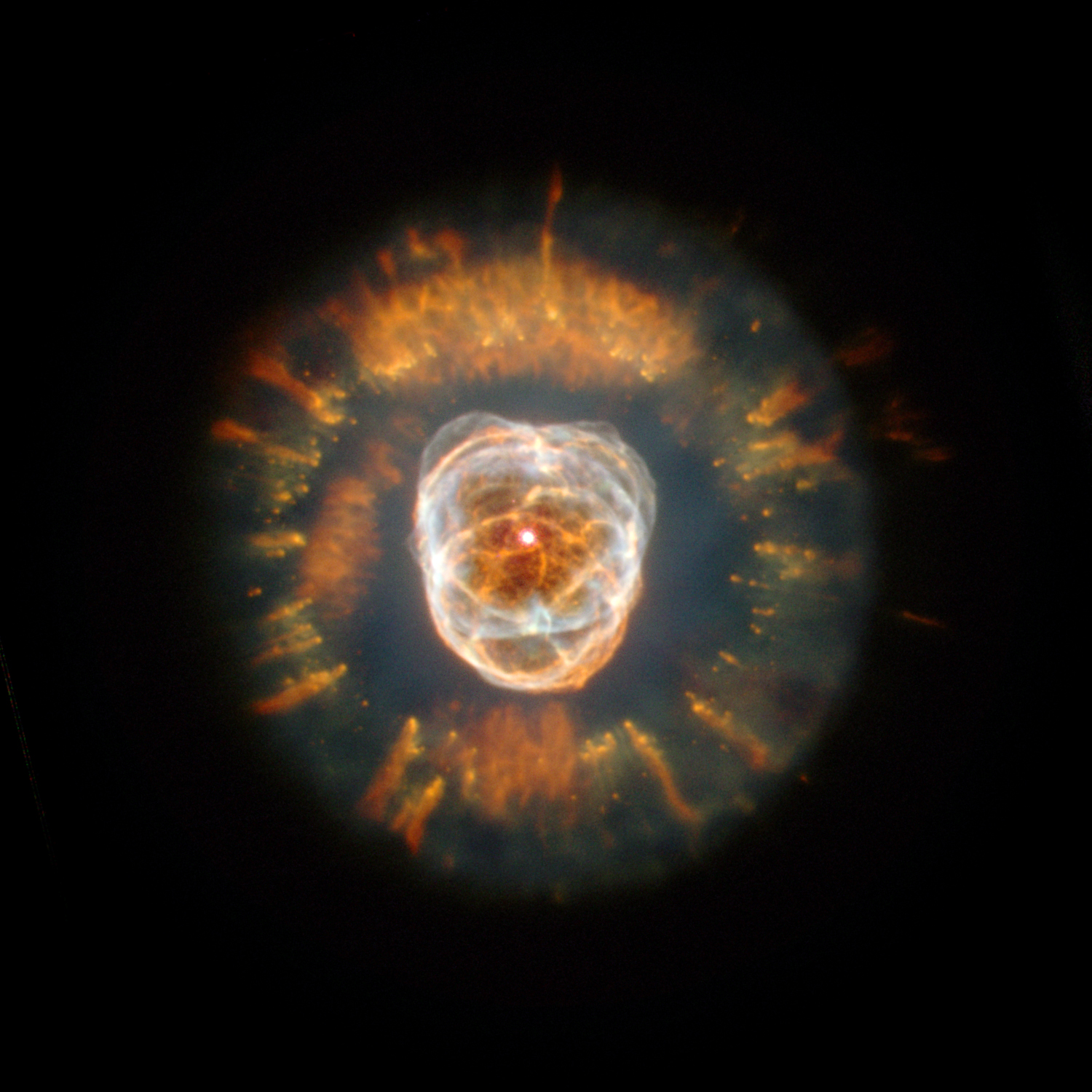
NGC 2392, La Nebulosa Eschimese
Credit: NASA, ESA, Andrew Fruchter (STScI), and the ERO team (STScI + ST-ECF)

Le nebulose planetarie sono in genere oggetti deboli, nessuna è visibile a occhio nudo. La prima nebulosa planetaria scoperta fu la Nebulosa Manubrio nella costellazione della Volpetta, osservata da Charles Messier nel 1764, elencata come M27 nel suo catalogo di oggetti nebulosi. Ai primi telescopi a bassa risoluzione, M27 e le nebulose planetarie scoperte successivamente, sembravano pianeti giganti come Urano; infine, William Herschel, scopritore di questo pianeta, coniò per esse il termine 'nebulose planetarie'. Herschel pensò che gli oggetti fossero stelle circondate da materiale che si stava condensando in pianeti, mentre ora si sa che si tratta di stelle morte che avrebbero incenerito eventuali pianeti orbitanti.
La natura delle nebulose planetarie rimase sconosciuta fino alle prime osservazioni spettroscopiche, effettuate a metà del XIX secolo. William Huggins fu uno dei primi astronomi a studiare gli spettri ottici degli oggetti astronomici, utilizzando un prisma per disperdere la loro luce. Egli fu il primo, il 29 agosto 1864, ad ottenere lo spettro di una nebulosa planetaria, analizzando NGC 6543. Le sue osservazioni sulle stelle mostrarono che i loro spettri consistevano di un continuum con molte linee scure sovrapposte; inoltre egli scoprì che molti oggetti nebulosi come la Nebulosa di Andromeda (come era conosciuta allora) avevano spettri che erano molto simili a questo; successivamente fu dimostrato che queste nebulose erano galassie.
Tuttavia, quando osservò la Nebulosa Occhio di Gatto, trovò uno spettro molto diverso. Piuttosto che di un continuum con righe di assorbimento sovrapposte, la Nebulosa Occhio di Gatto e altri oggetti simili mostravano solo un piccolo numero di linee di emissione. La più brillante di queste era alla lunghezza d'onda di 500,7 nanometri, che non corrispondeva a una linea di alcun elemento conosciuto. In un primo momento si ipotizzò che la linea potesse essere dovuta a un elemento sconosciuto, che fu chiamato nebilium; un'idea simile aveva portato alla scoperta dell'elio attraverso l'analisi dello spettro del Sole nel 1868.
Mentre l'elio fu isolato sulla Terra subito dopo la sua scoperta nello spettro del Sole, così non fu per il nebulium. Nei primi anni del XX secolo, Henry Norris Russell propose che la linea a 500,7 nm fosse dovuta a un elemento familiare in condizioni non familiari, piuttosto che essere un nuovo elemento.
Negli anni 1920, i fisici dimostrarono che in un gas a densità estremamente bassa, gli elettroni in atomi e ioni possono popolare per tempi relativamente lunghi livelli energetici in stato metastabile eccitato che ad alte densità sarebbero rapidamente diseccitati da collisioni. In ioni di azoto e ossigeno (O2+, O III o O+, e N+) le transizioni degli elettroni da questi livelli metastabili danno origine alla linea di 500,7 nm e ad altre linee. Queste righe spettrali, che possono essere osservate solo in gas a densità molto bassa, si chiamano linee proibite. Le osservazioni spettroscopiche mostrarono così che le nebulose erano fatte di gas estremamente rarefatto.
Le stelle centrali delle nebulose planetarie sono molto calde e dense. Dopo aver esaurito la maggior parte del proprio combustibile nucleare, una stella può collassare in una nana bianca, in cui la materia si trova in uno stato degenere. Le nebulose planetarie sono state quindi considerate come la fase finale dell'evoluzione stellare delle stelle di massa media e piccola. Le osservazioni spettroscopiche mostrano che tutte le nebulose planetarie sono in espansione. Questo ha portato all'idea che le nebulose planetarie sono formate dagli strati esterni di una stella scagliati nello spazio alla fine della propria vita.
Verso la fine del XX secolo, i progressi tecnologici hanno contribuito a favorire lo studio delle nebulose planetarie. I telescopi spaziali hanno permesso agli astronomi di studiare la luce emessa in lunghezze d'onda differenti da quelle dello spettro visibile non rilevabili da osservatori collocati sulla Terra (perché solo le onde radio e la luce visibile penetrano l'atmosfera terrestre). Studi sulle radiazioni infrarosse e ultraviolette delle nebulose planetarie hanno permesso di determinare in modo più accurato temperature, densità e abbondanze chimiche. La tecnologia CCD ha permesso di misurare con maggior precisione rispetto al passato le linee spettrali più deboli. Il telescopio spaziale Hubble ha mostrato anche che, mentre diverse nebulose sembrano avere strutture semplici e regolari, molte altre rivelano morfologie estremamente complesse.

## Meccanismo di formazione

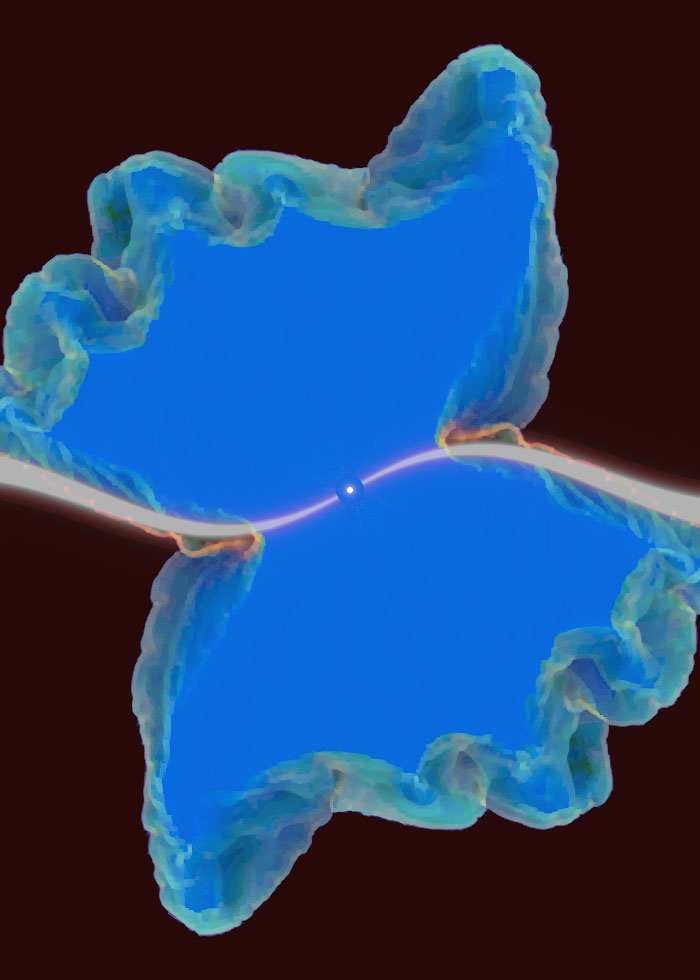
Simulazione al computer della formazione di una nebulosa planetaria partendo da una stella con un disco deformato; viene mostrata la complessità che può derivare da una piccola asimmetria iniziale.
Credit: Vincent Icke

Stelle più massicce di 8 masse solari (M⊙) finiscono la loro vita con una spettacolare esplosione di supernova. Una nebulosa planetaria invece può essere il risultato della morte di stelle di massa compresa fra 0,8 e 8 M⊙.
Le stelle passano la maggior parte della loro vita emettendo energia dovuta alle reazioni di fusione nucleare che convertono l'idrogeno in elio nel nucleo della stella. La pressione verso l'esterno esercitata dalla fusione nel nucleo bilancia il collasso verso l'interno dovuto alla gravità della stella stessa. Tale fase è chiamata sequenza principale.
Stelle di massa piccola/intermedia esauriscono l'idrogeno nei loro nuclei dopo decine di milioni a miliardi di anni di permanenza nella sequenza principale. Attualmente il nucleo solare ha una temperatura di circa 15 milioni di K, ma all'esaurimento dell'idrogeno, la compressione del nucleo produrrà un aumento della temperatura fino a circa 100 milioni di K.
Quando ciò accade, gli strati esterni della stella si espandono enormemente raffreddandosi in modo considerevole: la stella diventa così una gigante rossa. Quando il nucleo si è sufficientemente contratto da raggiungere una temperatura di 100 milioni di K, i nuclei di elio cominciano a fondersi in carbonio e ossigeno. La ripresa delle reazioni di fusione ferma la contrazione del nucleo. La fusione dei nuclei di elio forma da subito un nucleo inerte di carbonio e ossigeno, circondato da un involucro di elio che fonde e da un altro con idrogeno che fonde. In quest'ultima fase la stella entra nel ramo asintotico delle giganti.
Le reazioni di fusione dell'elio avvengono attraverso il ciclo 3-alfa, che è estremamente sensibile alla temperatura, con efficienza di reazione proporzionale a T25 (a temperature relativamente basse). Queste condizioni fanno diventare la stella molto instabile, così che un piccolo aumento di temperatura porta ad un rapido aumento della velocità delle reazioni, con conseguente rilascio di molta energia e aumento ulteriore della temperatura. A causa di ciò lo strato di elio in combustione si espande rapidamente e quindi si raffredda nuovamente, il che riduce la velocità di reazione. Si creano enormi pulsazioni, che alla fine diventano talmente ampie che l'atmosfera stellare viene espulsa nello spazio.
I gas espulsi formano una nube di materiale attorno al nucleo ora esposto della stella. Più l'atmosfera si allontana dalla stella, più vengono esposti strati profondi a temperature maggiormente elevate. Quando la superficie esposta raggiunge una temperatura di 30.000 K circa, i fotoni ultravioletti emessi sono sufficienti a ionizzare l'atmosfera espulsa, rendendola incandescente. La nube è così diventata una nebulosa planetaria.

## Durata di vita

La Nebulosa collana costituita da un anello luminoso, che misura circa due anni luce, costellato da fitti nodi luminosi di gas che ricordano i diamanti in una collana. I nodi brillano per l'assorbimento della luce ultravioletta dalle stelle centrali.

Dopo che la stella è passata per il ramo asintotico delle giganti (AGB), la breve fase di nebulosa planetaria ha inizio allorché i gas si allontanano dalla stella centrale ad una velocità di pochi chilometri al secondo. La stella centrale è il residuo del suo progenitore AGB, un nucleo degenere di carbonio-ossigeno, che ha perso gran parte del suo involucro di idrogeno a causa della perdita di massa durante la fase AGB. Quando i gas si espandono, la stella centrale subisce una trasformazione in due fasi. In un primo tempo, mentre continua a contrarsi e si verificano reazioni di fusione dell'idrogeno nel guscio intorno al nucleo, diventa più calda; poi lentamente, una volta che l'idrogeno del guscio si esaurisce attraverso la fusione e la perdita di massa, si raffredda. Nella seconda fase, irradia la sua energia e le reazioni di fusione cessano, in quanto la stella centrale non è abbastanza pesante per generare temperature interne richieste per fondere il carbonio e l'ossigeno. Durante la prima fase la stella centrale mantiene una luminosità costante, mentre, allo stesso tempo, la sua temperatura si innalza fino a raggiungere i 100.000 K circa. Nella seconda fase, si raffredda fino a non riuscire più ad emettere una radiazione ultravioletta sufficiente a ionizzare la nube di gas sempre più distante. La stella diventa una nana bianca, e la nube di gas in espansione diventa a noi invisibile, terminando così la fase di nebulosa planetaria. Per una tipica nebulosa planetaria, passano 10.000 anni circa tra la sua formazione e la fine della sua fase di visibilità.

## Riciclatori galattici
Le nebulose planetarie svolgono un ruolo molto importante nell'evoluzione galattica. All'inizio l'universo era costituito quasi interamente da idrogeno ed elio. Col tempo, le stelle creano elementi più pesanti attraverso la fusione nucleare. I gas delle nebulose planetarie pertanto contengono grandi quantità di carbonio, azoto e ossigeno e, mentre si espandono mischiandosi al mezzo interstellare, lo arricchiscono con questi elementi pesanti, chiamati metalli dagli astronomi.
Le successive generazioni di stelle che si vanno a formare avranno quindi un maggior contenuto iniziale di elementi più pesanti. Nonostante gli elementi pesanti costituiscano una componente molto piccola della stella, hanno un marcato effetto sulla sua evoluzione. Stelle che si sono formate molto presto nell'universo e contengono piccole quantità di elementi pesanti sono conosciute come stelle di Popolazione II, mentre le più giovani stelle a più alto contenuto di elementi pesanti sono conosciute come stelle di Popolazione I.

## Caratteristiche

### Caratteristiche fisiche

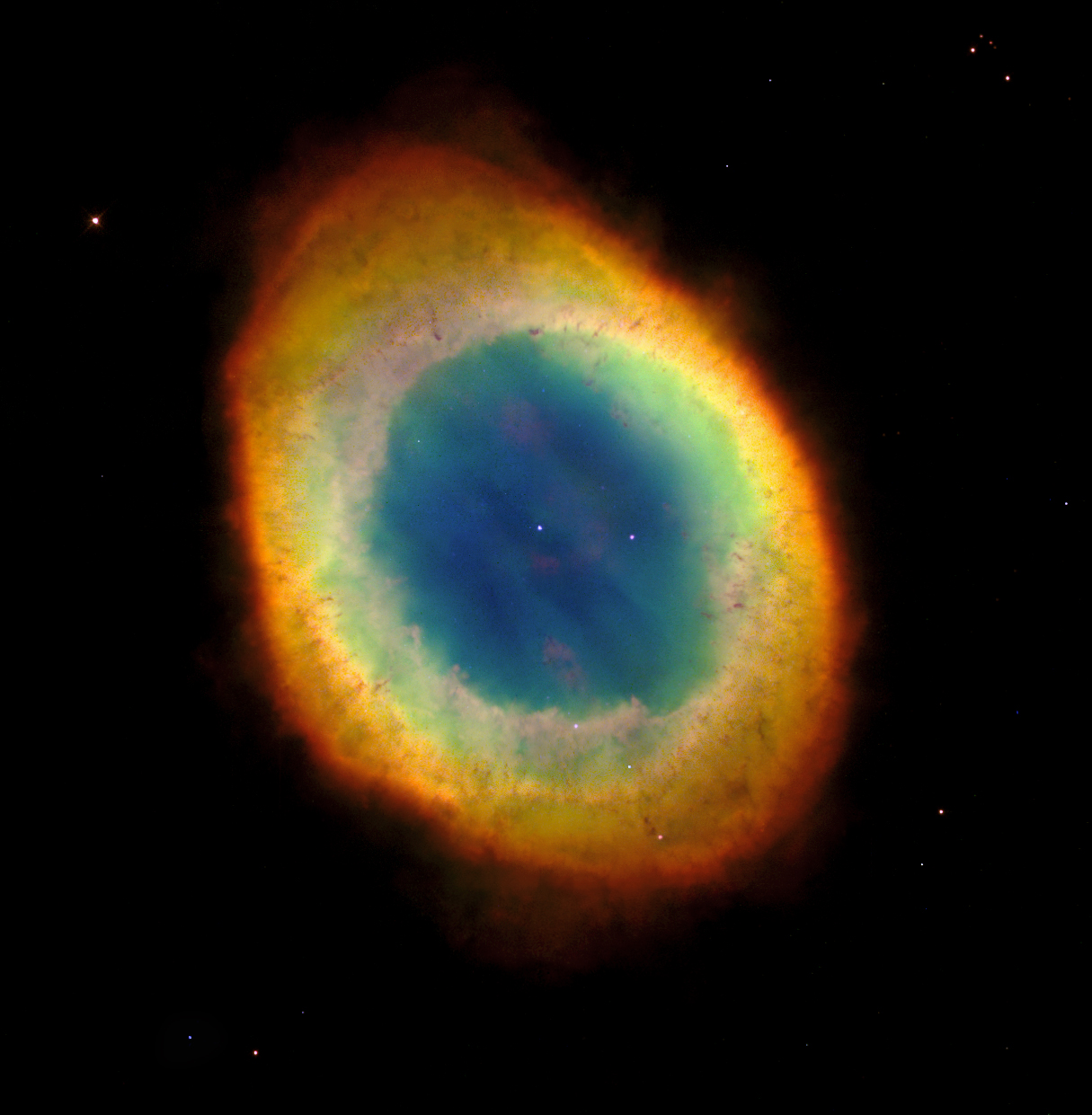
NGC 6720, la Nebulosa Anello
Credit: STScI/AURA

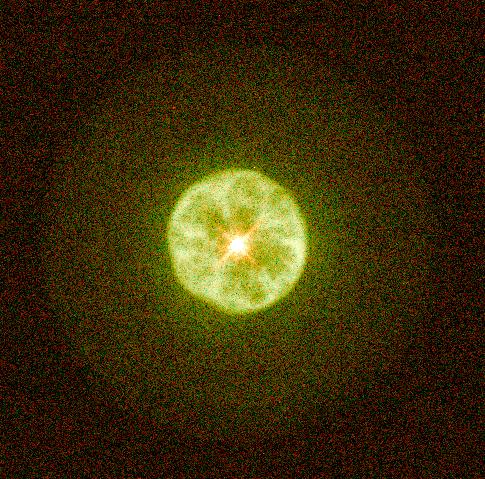
Nebulosa fetta di limone (IC 3568).

Una tipica nebulosa planetaria ha un diametro di circa un anno luce, ed è costituita da gas estremamente rarefatto, generalmente con una densità da 100 a 10.000 particelle per cm³. (In confronto, l'atmosfera della Terra contiene 2,5 x 1019 particelle per cm³.) Le nebulose planetarie più giovani hanno una densità più alta, a volte fino al 106 particelle per cm³. Con l'andare del tempo, l'espansione delle nebulose provoca una diminuzione della loro densità. La massa delle nebulose planetarie varia da 0,1 a 1 masse solari.
La radiazione dalla stella centrale riscalda i gas a temperature di circa 10.000 K. La temperatura del gas nelle regioni centrali è solitamente molto superiore a quella nella periferia raggiungendo 16.000–25.000 K. Il volume in prossimità della stella centrale è spesso riempito con un gas molto caldo (coronale) avente una temperatura di circa 1.000.000 K. Questo gas proviene dalla superficie della stella centrale in forma di vento stellare veloce.
Le nebulose possono essere descritte come materia delimitata o radiazione delimitata. Nel primo caso, non c'è abbastanza materia nella nebulosa per assorbire tutti i fotoni UV emessi dalla stella, e la nebulosa visibile è completamente ionizzata. Nel secondo caso, non vi sono abbastanza fotoni UV emessi dalla stella centrale per ionizzare tutto il gas circostante, e un fronte di ionizzazione si propaga verso l'esterno nell'involucro circumstellare neutro.

### Distribuzione
Nella nostra galassia si conoscono tuttora circa 3000 nebulose planetarie, su 200 miliardi di stelle. La loro durata di vita molto breve rispetto a quella delle stelle ne spiega il numero esiguo. Si trovano per lo più vicino al piano della Via Lattea, con maggiore concentrazione in prossimità del centro galattico.

### Morfologia
Solo il 20% delle nebulose planetarie sono sfericamente simmetriche (come ad esempio Abell 39). Esiste una notevole varietà di forme, alcune delle quali molto complesse. Possono essere classificate in: stellari, discoidali, anulari, irregolari, elicoidali, bipolari, quadrupolari, e altro ancora, anche se la maggior parte appartengono a tre sole tipologie: sferica, ellittica e bipolare. Le nebulose dell'ultimo tipo mostrano la più forte concentrazione sul piano galattico e le loro progenitrici sono quindi stelle massicce relativamente giovani. D'altra parte le nebulose sferiche sono probabilmente prodotti da vecchie stelle simili al Sole.
La grande varietà di forme è in parte dovuta all'effetto prospettiva: la stessa nebulosa vista sotto punti di vista diversi avrà aspetti diversi. Tuttavia, il motivo della grande varietà di forme fisiche non è pienamente compreso, anche se potrebbe essere causato da interazioni gravitazionali con stelle compagne nel caso le stelle centrali siano stelle doppie. Un'altra possibilità è che i pianeti interrompono il flusso di materiale proveniente dalla stella quando la nebulosa si forma. È stato stabilito che stelle più massicce producono nebulose di forma più irregolare. Nel gennaio 2005, alcuni astronomi hanno annunciato il rilevamento di campi magnetici intorno alle stelle centrali di due nebulose planetarie, ipotizzando che essi possano essere in parte o del tutto responsabili per le loro forme particolari.

## Appartenenza ad ammassi

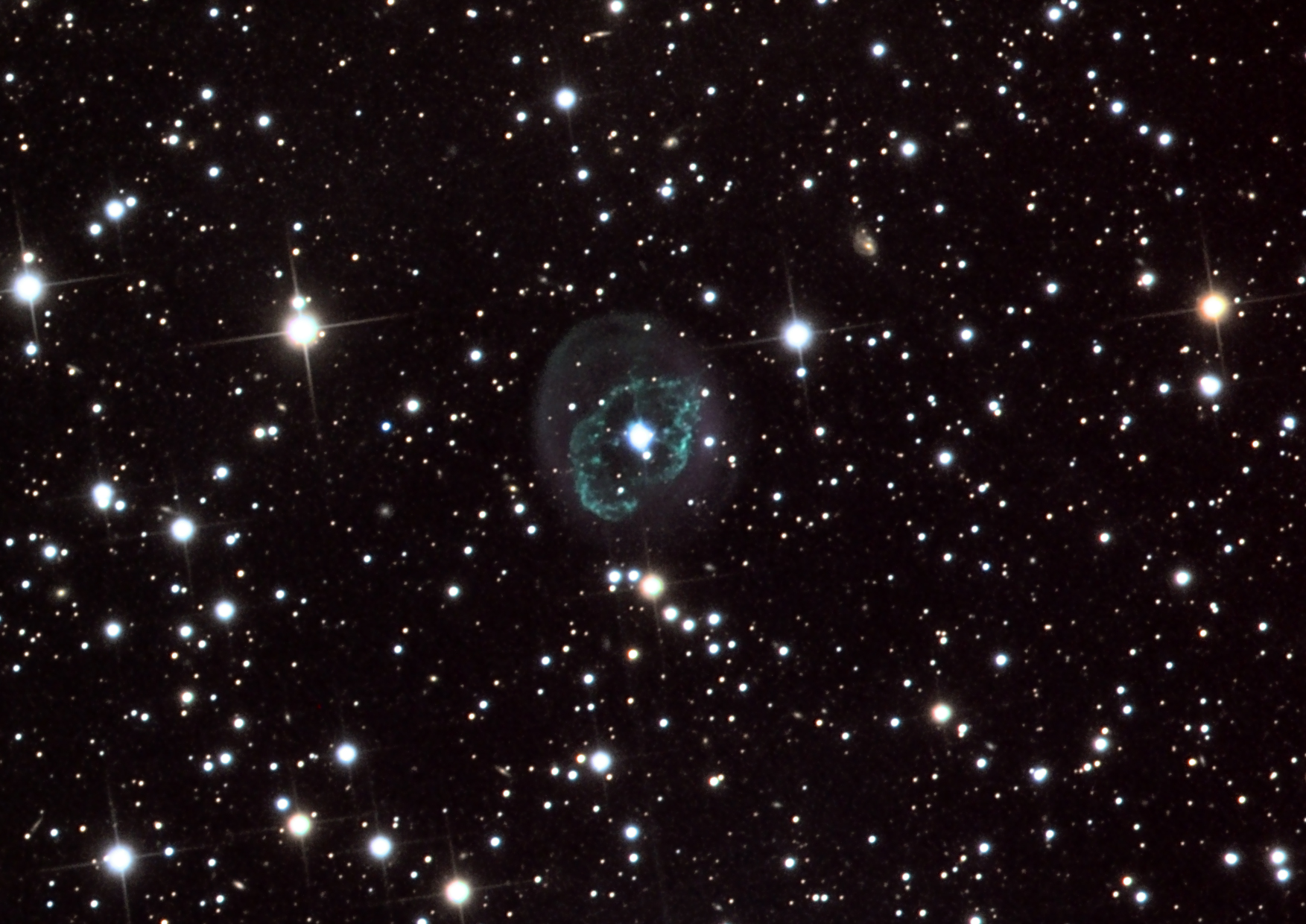
Abell 78, ripresa da un telescopio da 24 pollici sul monte Lemmon, Arizona. Per gentile concessione di Joseph D. Schulman.

Nebulose planetarie sono state individuate in quattro ammassi globulari: Messier 15, Messier 22, NGC 6441 e Palomar 6, mentre c'è tuttora un solo caso accertato di nebulosa planetaria scoperta in un ammasso aperto. In parte a causa della loro piccola massa totale, gli ammassi aperti hanno relativamente scarsa coesione gravitazionale. Di conseguenza, essi tendono a disperdersi dopo un tempo relativamente breve, tipicamente 100-600 milioni di anni, a causa di influenze gravitazionali esterne o di altri fattori. In condizioni eccezionali, gli ammassi aperti possono rimanere intatti fino a un miliardo di anni o più.
I modelli teorici prevedono che le nebulose planetarie possono formarsi da stelle che nella sequenza principale possiedono una massa comprese tra 0,8 e 8 masse solari: la vita minima di tali stelle è 40 milioni di anni. Anche se si conoscono alcune centinaia di ammassi aperti aventi più di 40 milioni di anni, una serie di ragioni limitano le probabilità di trovare un membro di un ammasso aperto nella fase di nebulosa planetaria. Una di queste è che la fase di nebulosa planetaria per stelle più massicce appartenenti agli ammassi più giovani è dell'ordine di migliaia di anni, un tempo brevissimo su scala astronomica.

## Problemi ancora irrisolti

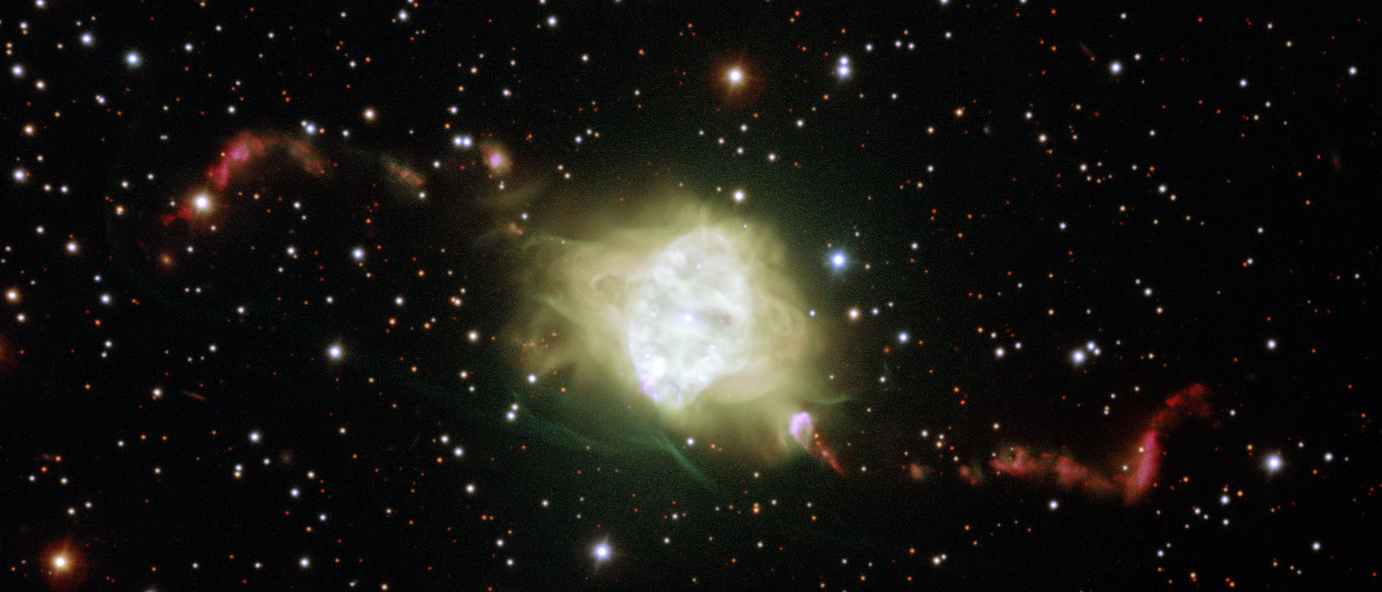
Strana coppia di stelle anziane scolpiscono una forma spettacolare di nebulosa planetaria.

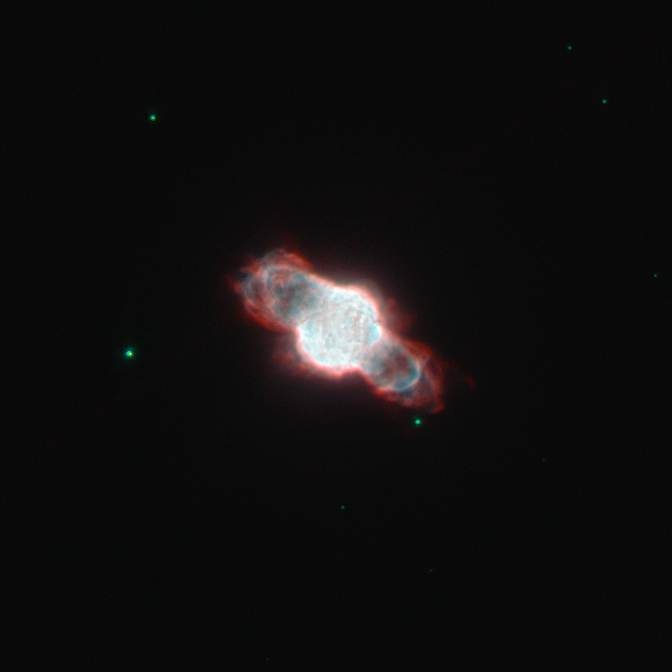
La minuscola nebulosa planetaria NGC 6886.

Un problema di lunga data nello studio di nebulose planetarie è che, nella maggior parte dei casi, le loro distanze sono determinate in modo molto approssimativo. Per le nebulose planetarie più vicine, è possibile determinare la distanza misurando la loro parallasse di espansione. Osservazioni ad alta risoluzione prese a diversi anni di distanza permettono di valutare l'espansione angolare raggiunta dalla nebulosa in direzioni perpendicolari alla linea di vista, mentre osservazioni spettroscopiche dell'effetto Doppler rivelano la velocità di espansione sulla linea di vista. Confrontando l'espansione angolare con la velocità di espansione, si ottiene la distanza della nebulosa.
La questione di come una tale vasta gamma di forme nebulari può essere prodotta è un argomento controverso. Si ritiene che le interazioni tra il materiale che si allontana dalla stella a differenti velocità diano luogo alla varietà di forme osservate. Tuttavia, alcuni astronomi ritengono che la presenza di stelle centrali doppie sia responsabile della forma delle nebulose planetarie più complesse. Alcune hanno dimostrato di ospitare forti campi magnetici: le interazioni magnetiche con il gas ionizzato potrebbero avere un ruolo nel modellare alcune nebulose planetarie.
Ci sono due metodi per determinare le abbondanze di metalli nelle nebulose, che si basano su due diversi tipi di linee spettrali: linee di ricombinazione e linee eccitate dalle collisioni. Discrepanze di grandi dimensioni sono a volte viste tra i risultati ottenuti dai due metodi. Alcuni astronomi spiegano ciò con la presenza di piccole variazioni di temperatura all'interno delle nebulose planetarie; altri sostengono che le differenze sono troppo grandi per essere spiegate con gli effetti della temperatura, e ipotizzano l'esistenza di nodi freddi contenenti un'esigua quantità di idrogeno per spiegare le osservazioni. Tuttavia, tali nodi non sono ancora stati osservati.